# Belforêt-en-Perche
Belforêt-en-Perche is een gemeente in het Franse departement Orne (regio Normandië). De plaats maakt deel uit van het arrondissement Mortagne-au-Perche. Belforêt-en-Perche is op 1 januari 2017 ontstaan door de fusie van de gemeenten Eperrais, Le Gué-de-la-Chaîne, Origny-le-Butin, La Perrière, Saint-Ouen-de-la-Cour en Sérigny. Belforêt-en-Perche telde op 1 januari 2022 1.486 inwoners.

## Geografie
De oppervlakte van Belforêt-en-Perche bedroeg op 1 januari 2022 74,53 vierkante kilometer; de bevolkingsdichtheid was toen 19,9 inwoners per km².

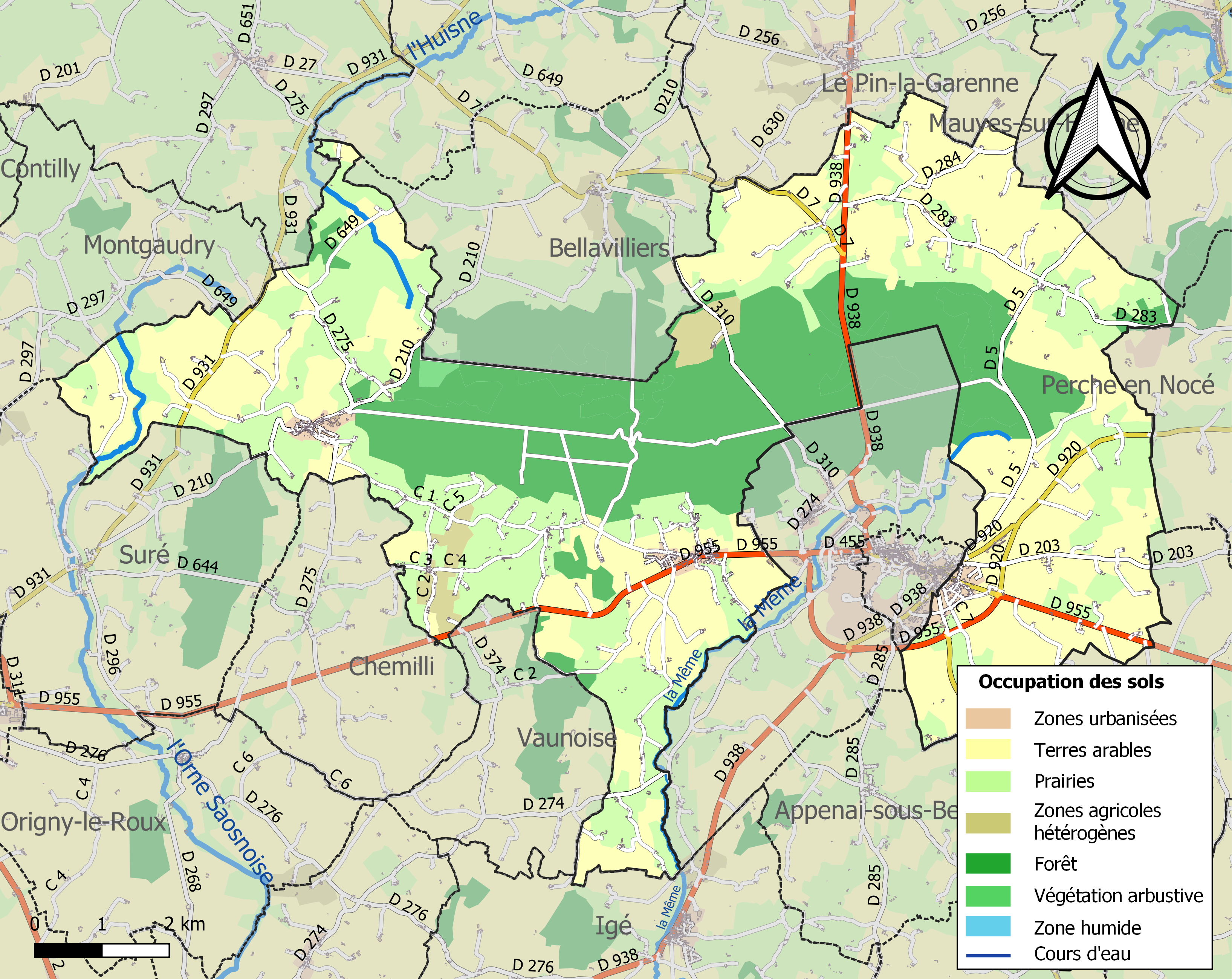
Kaart van de gemeente met belangrijkste infrastructuur, bodemgebruik en omliggende gemeenten